# لرکی
لرکی (به اسپانیایی: Lrquí) یکی از شهرداری‌های کومارکای شرقی و در بخش خودمختار مورسیا در کشور اسپانیا قرار دارد. تا سال ۲۰۱۲ مساحت این شهرداری ۱۵ کیلومتر مربع و جمعیت آن ۶۹۸۳ تَن می‌باشد.